# Flatøya
Ne doit pas être confondu avec Litla Flatøya, Stora Flatøya, Flatøya (Bømlo), Flatøya (Bjørnafjorden) ou Flatøya (Sveio).
Flatøya est une île norvégienne dans le comté de Hordaland. Elle appartient administrativement à Austevoll.

## Géographie
Rocheuse et couverte d'une légère végétation, elle s'étend sur environ 187 m de longueur pour une largeur approximative de 166 m, ce qui lui donne un aspect presque arrondi.